# Teatro de la Paz (Albacete)
El Teatro de la Paz es un teatro situado en la ciudad española de Albacete. Ubicado al norte de la capital, en el barrio de Los Llanos del Águila, depende de la Diputación Provincial de Albacete.
Acoge espectáculos teatrales, musicales, de danza, seminarios, conferencias, congresos e incluso mítines políticos. Es también utilizado para la representación de obras de teatro escolares. Cuenta con capacidad para 645 personas y dispone de ocho camerinos.
El edificio destaca por su anaranjada fachada con remates en blanco y ventanales palaciegos. También destaca su tejado de tejas tradicionales.